# Dibrova, Kaluș
Dibrova (în ucraineană Діброва) este un sat în comuna Luka din raionul Kaluș, regiunea Ivano-Frankivsk, Ucraina.

## Demografie
Componența lingvistică a localității Dibrova
     Ucraineană (98,88%)
     Alte limbi (1,12%)
Conform recensământului din 2001, majoritatea populației localității Dibrova era vorbitoare de ucraineană (98,88%), existând în minoritate și vorbitori de alte limbi.